# Michele Scartezzini
Michele Scartezzini (* 10. Januar 1992 in Isola della Scala) ist ein italienischer Radsportler, der auf Bahn und Straße aktiv ist.

## Sportliche Laufbahn
2009 wurde Michele Scartezzini mit Nicolò Rocchi Vize-Europameister der Junioren im Zweier-Mannschaftsfahren. Im Jahr darauf errang er den Titel des Junioren-Europameisters im Punktefahren, im Scratch errang er Silber. Seit 2011 startete er regelmäßig für das italienische Team bei Bahnradsport-Weltmeisterschaften in der Mannschaftsverfolgung.
2016 wurde Scartezzini für die Olympischen Spiele in Rio de Janeiro nominiert und belegte gemeinsam mit Simone Consonni, Filippo Ganna und Francesco Lamon Rang sechs in der Mannschaftsverfolgung. Im Jahr darauf bestritt er für das Team Sangemini-MG.Kvis hauptsächlich Rennen auf der Straße, konnte aber keine herausragenden Erfolge erringen. Bei den Bahnradsport-Weltmeisterschaften 2018 in Apeldoorn wurde Scartezzini Vize-Weltmeister im Scratch. Gemeinsam mit Filippo Ganna, Francesco Lamon und Elia Viviani errang er bei den Bahnradsport-Europameisterschaften 2018 in Glasgow den Titel in der Mannschaftsverfolgung. Im Jahr darauf, bei den Europameisterschaften in Apeldoorn konnte er mit Ganna, Lamon, Davide Plebani und Simone Consonni diesen Erfolg wiederholen. Bei den Bahnradsport-Weltmeisterschaften 2020 in Berlin errang der italienische Vierer aus Scartezzini, Ganna, Lamon, Jonathan Milan und Consonni die Bronzemedaille in der Mannschaftsverfolgung.

## Erfolge

### Bahn
2009
- Junioren-Europameisterschaft – Zweier-Mannschaftsfahren (mit Nicolò Rocchi)

2010
- Junioren-Europameister – Punktefahren
- Junioren-Europameister – Scratch, Mannschaftsverfolgung (mit Filippo Ranzi, Liam Bertazzo und Paolo Simion)

2012
- Europameisterschaft – Mannschaftsverfolgung (mit Liam Bertazzo, Ignazio Moser und Paolo Simion)

2013
- Italienischer Meister – Zweier-Mannschaftsfahren (mit Elia Viviani), Mannschaftsverfolgung (mit Alex Buttazzoni, Marco Coledan und Paolo Simion)

2016
- Europameisterschaft – Mannschaftsverfolgung (mit Simone Consonni, Francesco Lamon, Liam Bertazzo und Filippo Ganna)
- Italienischer Meister – Einerverfolgung
- Sechstagerennen von Fiorenzuola d’Arda (mit Elia Viviani)

2018
- Weltmeisterschaft – Scratch
- Europameister – Mannschaftsverfolgung (mit Filippo Ganna, Francesco Lamon, Liam Bertazzo und Elia Viviani)
- Italienischer Meister – Zweier-Mannschaftsfahren (mit Francesco Lamon)

2019
- Italienischer Meister – Zweier-Mannschaftsfahren (mit Francesco Lamon)
- Europameisterschaft – Mannschaftsverfolgung (mit Filippo Ganna, Francesco Lamon, Davide Plebani und Simone Consonni)

2020
- Weltmeisterschaft – Mannschaftsverfolgung (mit Filippo Ganna, Francesco Lamon, Jonathan Milan und Simone Consonni)

2021
- Weltmeisterschaft – Zweier-Mannschaftsfahren (mit Simone Consonni)

2022
- Nations’ Cup in Cali – Zweier-Mannschaftsfahren (mit Francesco Lamon), Mannschaftsverfolgung (mit Francesco Lamon, Jonathan Milan, Davide Plebani und Liam Bertazzo)

2023
- Europameisterschaft – Zweier-Mannschaftsfahren (mit Simone Consonni)
- Italienischer Meister – Scratch, Zweier-Mannschaftsfahren (mit Francesco Lamon), Mannschaftsverfolgung (mit Davide Boscaro, Francesco Lamon und Elia Viviani)

### Straße
2013
- Trofeo Piva